# Magyarország kétéltűfajainak listája
Kétéltűek (Amphibia) osztályába a világon élő mintegy 4800 kétéltű állatfaj közül Magyarország mai területén 18 faj fordul elő. Az alábbi lista azokat a  magyarországi kétéltűfajokat tartalmazza, amelyekkel vadon találkozhatunk. A hobbiállatok nem szerepelnek benne.
Magyarországon minden hüllő- és kétéltűfaj védett!

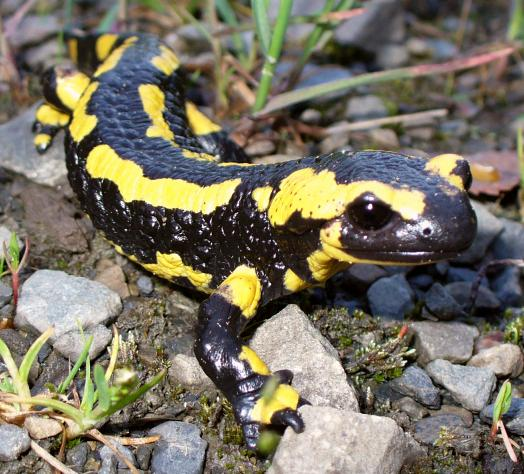
Foltos szalamandra

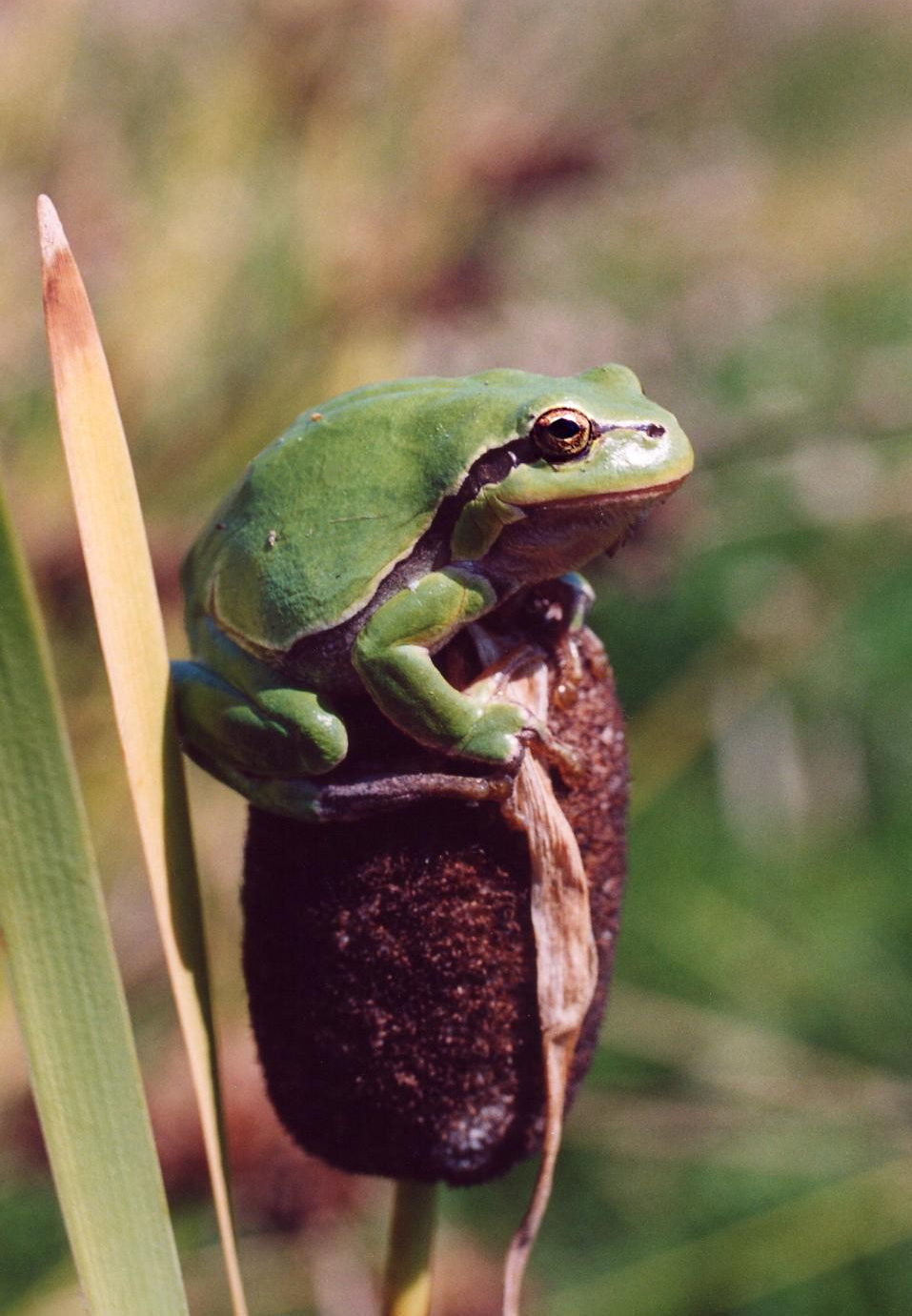
Zöld levelibéka

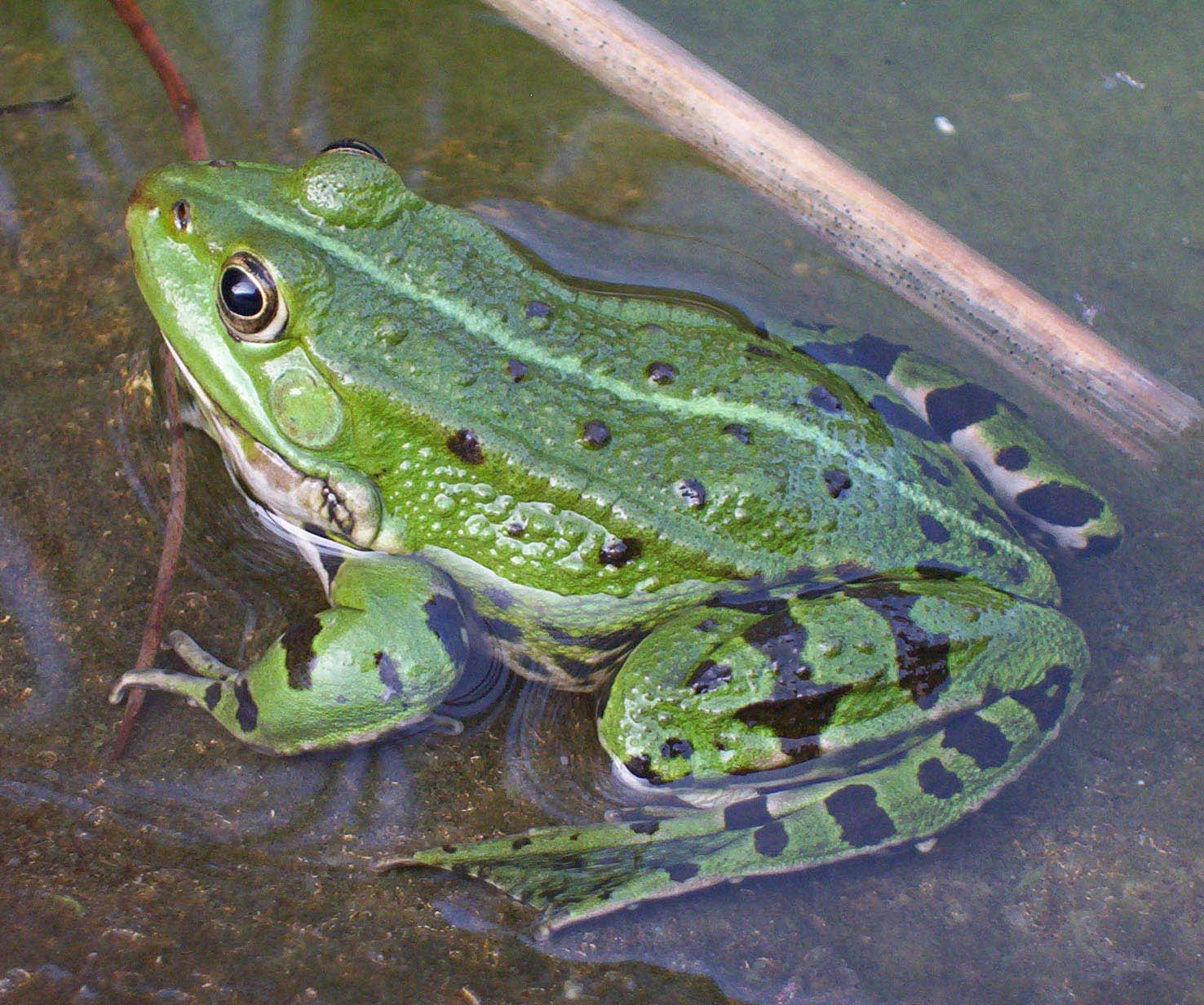
Kecskebéka

- Rend: farkos kétéltűek (Caudata) – 6 faj
  - Család: szalamandrafélék (Salamandridae)
    - foltos szalamandra (Salamandra salamandra)
    - alpesi gőte (Triturus alpestris)
    - tarajos gőte (Triturus cristatus)
    - alpesi tarajosgőte (Triturus carnifex)
    - dunai gőte (Triturus dobrogicus)
    - pettyes gőte (Triturus vulgaris)

- Rend: farkatlan kétéltűek (Anura) – 12 faj 
  - Család: unkafélék (Bombinatoridae)
    - vöröshasú unka (Bombina bombina)
    - sárgahasú unka (Bombina variegata)

  - Család: ásóbékafélék (Pelobatidae)
    - barna ásóbéka (Pelobates fuscus)

  - Család: varangyfélék (Bufonidae)
    - barna varangy (Bufo bufo)
    - zöld varangy (Bufo viridis)

  - Család: levelibéka-félék (Hylidae)
    - zöld levelibéka (Hyla arborea)

  - Család: valódi békafélék (Ranaidae)
    - gyepi béka (Rana temporaria)
    - mocsári béka (Rana arvalis)
    - erdei béka (Rana dalmatina)
    - tavi béka (Rana ridibunda)
    - kis tavibéka (Rana lessonae)
    - kecskebéka (Rana esculenta)